# Lamprosema ancylosema
Lamprosema ancylosema là một loài bướm đêm trong họ Crambidae.